# Grand Ballon
Grand Ballon (Ballon de Guebwiller) – najwyższy szczyt Wogezów, we Francji, wznoszący się na wysokość 1424 m n.p.m. Szczyt położony jest 25 km na północny zachód od Miluzy. Na wierzchołku znajduje się stacja radarowa i kamienny obelisk w podzięce tym, którzy przyczynili się do powrotu Alzacji do Francji.